# Tetranthus
Tetranthus es un género de plantas fanerógamas perteneciente a la familia de las asteráceas.  Comprende ocho especies descritas y de estas, solo cuatro aceptadas.

## Taxonomía
El género fue descrito por Peter Olof Swartz y publicado en Nova Genera et Species Plantarum seu Prodromus 7, 115. 1788. La especie tipo es Tetranthus littoralis Sw.

## Especies aceptadas
A continuación se brinda un listado de las especies del género Tetranthus aceptadas hasta julio de 2012, ordenadas alfabéticamente. Para cada una se indica el nombre binomial seguido del autor, abreviado según las convenciones y usos.
- Tetranthus bahamensis Britton
- Tetranthus cupulatus Urb.
- Tetranthus hirsutus Spreng.
- Tetranthus littoralis Sw.